# Карнавал (фільм, 1972)
«Карнавал» (рос. «Карнавал») — радянський двосерійний комедійний телефільм-ревю за участю Олега Попова та інших радянських клоунів. Фільм вперше був показаний на новорічне свято 1 січня 1972 року.

## Сюжет
Таємна організація скучнистів поставила собі за мету знищити в світі сміх і веселощі. Скучнисти планують вбивство Клоуна і доручають це якомусь Аркадію. Аркадій вбиває Клоуна прямо на арені під час вистави, але всі думають, що це частина атракціону. Коли ж всі переконуються в смерті Клоуна, на арені цирку незабаром відбувається прощання з покійним, причому останній безцеремонно втручається в процедуру, критикує промови, музику, квіти і взагалі присутніх.
Після похорону зажурені циркові розшукують легендарного детектива Йоркіна і просять його знайти вбивцю. Йоркін після довгої погоні ловить Аркадія, який несподівано починає виправлятися і перевиховуватися. Скучнистів заарештовують і судять в цирковому залі, після чого всіх засуджують до вищої міри покарання — катування сміхом. Від покарання звільняється тільки каучукова Зарема Кубікова за свою виняткову красу. Вирок виконується тут же: йде низка клоунських номерів. Скучнисти не витримують тортур, гинуть і уніформісти виносять їх, викидаючи на смітник. Аркадій — єдиний зі скучнистів витримує покарання — починає щиро сміятися.
Похоронений Клоун тим часом оживає, намагається вибратися з-під землі, де йому стало нудно, але застряє в підставі паркової скульптури — йому допомагає служба технічного демонтажу, підриваючи постамент, і Клоун на лихому скакуні повертається на арену цирку під захоплені оплески здивованої публіки. Весела вистава триває!

## У ролях
- Олег Попов —  Клоун
- Лев Лемке —  Йоркін, сищик
- Тетяна Аліханова —  канатоходка
- Всеволод Якут —  старий клоун
- Тамара Лязгіна —  каучук, Зарема Кубікова
- Марк Перцовський —  шаблековтач
- Зиновій Гердт —  Скукін Дрянь Дряньчковський
- Спартак Мішулін —  Аркадій Клятуманов
- Людмила Билинська —  суддя
- Григорій Абрикосов —  Бритий
- Степан Бубнов —  Неголений
- Володимир Корецький —  оратор
- Михайло Майоров —  прокурор
- Юрій Фомічов —  адвокат
- Рина Зелена —  Червякова
- Афанасій Бєлов —  буфетник
- Олександр Ткаченко —  товстий клоун
- Леонід Недович —  білий клоун
- Юрій Чернов —  юний клоун
- Іван Байда —  гутаперчевий клоун
- Яків Покрасс —  рудий клоун

## Знімальна група
- Режисер — Михайло Григор'єв
- Сценаристи — Олександр Алов, Володимир Наумов
- Оператор — Темерлан Зельма
- Композитор — Юрій Чічков
- Художник — Георгій Колганов